# Montmoril·lonita
La montmoril·lonita és un mineral silicat molt tou que rep el seu nom de la localitat francesa de Montmorillon. Com els altres fil·losilicats formen cristalls microscòpics que formen un tipus d'argila Es caracteritza per una composició química inconstant. És soluble en àcids i s'infla amb l'aigua.

## Característiques
La montmoril·lonita és un membre del grup de l'esmectita, és una argila 2:1, cosa que vol dir que té dues làmines tetrahèdriques dalt i per sota d'una làmina octahèdrica. Les partícules tenen forma aplanada amb un diàmetre aproximat d'un micròmetre. Entre els membres del seu grup es troba la saponita.
La montmoril·lonita és el principal constituent de la bentonita que és producte de la meteorització de la cendra volcànica.
Segons la classificació de Nickel-Strunz pertany a «09.EC - Fil·losilicats amb plans de mica, compostos per xarxes tetraèdriques i octaèdriques» juntament amb els següents minerals: minnesotaïta, talc, willemseïta, ferripirofil·lita, pirofil·lita, boromoscovita, celadonita, chernykhita, montdorita, moscovita, nanpingita, paragonita, roscoelita, tobelita, aluminoceladonita, cromofil·lita, ferroaluminoceladonita, ferroceladonita, cromoceladonita, tainiolita, ganterita, annita, ephesita, hendricksita, masutomilita, norrishita, flogopita, polilithionita, preiswerkita, siderofil·lita, tetraferriflogopita, fluorotetraferriflogopita, wonesita, eastonita, tetraferriannita, trilithionita, fluorannita, shirokshinita, shirozulita, sokolovaïta, aspidolita, fluoroflogopita, suhailita, yangzhumingita, orlovita, oxiflogopita, brammal·lita, margarita, anandita, bityita, clintonita, kinoshitalita, ferrokinoshitalita, oxikinoshitalita, fluorokinoshitalita, beidel·lita, kurumsakita, nontronita, volkonskoïta, yakhontovita, hectorita, saponita, sauconita, spadaïta, stevensita, swinefordita, zincsilita, ferrosaponita, vermiculita, bileyclor, chamosita, clinoclor, cookeïta, franklinfurnaceïta, gonyerita, nimita, ortochamosita, pennantita, sudoïita, donbassita, glagolevita, borocookeïta, aliettita, corrensita, dozyita, hidrobiotita, karpinskita, kulkeïta, lunijianlaïta, rectorita, saliotita, tosudita, brinrobertsita, macaulayita, burckhardtita, ferrisurita, surita, niksergievita i kegelita.
El contingut d'aigua de la montmoril·lonita és variable i incrementa molt el seu volum quan absorbeix aigua. Químicament és un silicat hidratat de sodi, calci, alumini i magnesi (Na,Ca)0.33(Al,Mg)₂(Si₄O10)(OH)₂·nH₂O. Els cations de potassi, ferro i altres són substituts comuns. Sovint ocorre entremesclada amb Clorita, moscovita, il·lita, cookeïta, i caolinita.
La seva capacitat de bescanvi catiònic al sòl està en el rang d'1 a 1,5 miliequivalents per gram.
Als territoris de parla catalana ha estat descrita a la mina Elvira (Gavà, Baix Llobregat), a la pedrera del Turó de Montcada (Montcada i Reixac, Vallès Occidental), a El Molar (Priorat), a la Cova des Pas de Vallgornera (Llucmajor, Mallorca), a la Cova des Drac de Cala Santanyí (Santanyí, Mallorca) i a Espirà de l'Aglí (Rosselló).